# هتالیا: نیروهای محور
هتالیا: نیروهای محور (ژاپنی: ヘタリア Axis Powers هپبورن: Hetaria Akushisu Pawāzu) یک وب‌کمیک ژاپنی اثر هیدکاز هیمارویا است. این اثر به عنوان یک سریال مانگا از سال ۲۰۰۶ تا ۲۰۱۳ منتشر شد. یک اقتباس انیمه، تولید شده توسط استودیو دین در سال ۲۰۰۹ منتشر شد. ارائه اصلی این سریال به عنوان یک تمثیل کمدی از رویدادهای سیاسی و تاریخی و همچنین مقایسه‌های فرهنگی است. شخصیت‌ها تجسمات کشورها، مناطق و ریزکشورها هستند، با کلیشه‌های فرهنگی مثبت و منفی بخشی از شخصیت هر کاراکتر هستند. هیتالیا یک تکواژ چندوجهی ترکیبی از هتاره (ヘタレ, به معنی 'بی‌مصرف' یا 'بیچاره' با یک بیان بامزه) و «ایتالیا» است.
تمرکز این سریال بیشتر بر جنگ جهانی دوم است، اگرچه وقایعی فراتر از آن را نیز در بر می‌گیرد. بیشتر کمیک‌ها رویدادهای تاریخی دیگر، تعطیلات مدرن یا در هیچ بازه زمان خاصی را روایت می‌کنند. مانگا و آخرین فصل این انیمه هتالیا: ستارگان جهانی نام دارد. این مجموعه بیشتر از طنز و کمدی استفاده می‌کند تا وقایع شناخته شده و همچنین موضوعات تاریخی و فرهنگی کمتر رایج را تفسیر کند. تعاملات تاریخی، سیاسی، اقتصادی و نظامی بین کشورها در این اثر به شکل تعاملات اجتماعی و سوء تفاهم بین شخصیت‌ها نشان داده می‌شود.